# 上神真由美
上神 真由美（うえかみ まゆみ）は、日本の女性声優。大阪府出身。

## 出演

### テレビアニメ
2000年
- 真ゲッターロボ対ネオゲッターロボ（子供たち）

2001年
- パラッパラッパー（女生徒）

### 劇場アニメ
2001年
- 劇場版 とっとこハム太郎 ハムハムランド大冒険（青ハム）